# Tukad Ayung
Tukad Ayung (engelska: Ayung River) är ett vattendrag i Indonesien.   Det ligger i provinsen Provinsi Bali, i den sydvästra delen av landet, 1 000 km öster om huvudstaden Jakarta. Tukad Ayung ligger på ön Bali.